# 塞缪尔·D·英厄姆
塞缪尔·德卢森纳·英厄姆（Samuel Delucenna Ingham，1779年9月16日—1860年6月5日），美国政治家，美国民主-共和党和美国民主党人，曾任美国众议院议员（1813年-1818年、1822年-1829年）、美国财政部长（1829年-1831年）。
| 前任： 理查德·拉什 | 美国财政部长 1829年 - 1831年 | 繼任： 路易斯·麦克莱恩 |